# 錫達馬州
錫達馬州是埃塞俄比亞的一个州，位于埃塞俄比亚中部，首府阿瓦薩。原为南方民族、部落和人民州的一个区。2019年11月20日，锡达马举行公投决定是否脱离南方民族、部落和人民州并建立锡达马州，结果以98.5％的支持率获得通过，后于2020年6月18日正式建州。

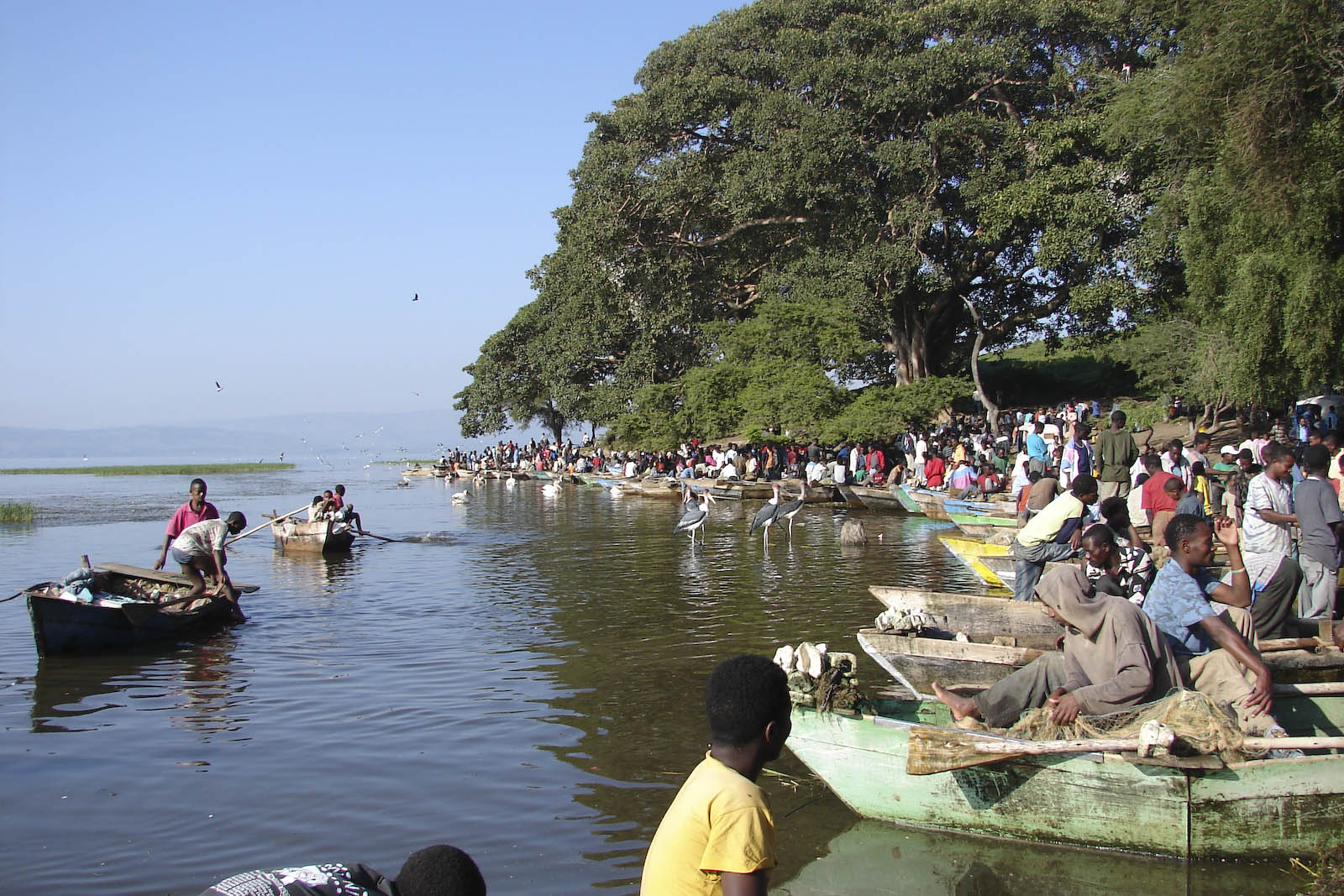
水产市场

根據埃塞俄比亞中央統計局2005年的資料，人口2,938,346，男性有1,492,715人，女性1,445,6318人，260,050人即8.9%人口在市區居住。錫達馬地區面積6,832.85平方公里，估計人口密度每平方公里430.03人。
根據世界銀行2004年5月24日的備忘錄，吉馬地區的旱災指數是329。8%居民有電力使用，道路密度是137.4公里每1,000平方公里（全國平均值30）。每個鄉村家庭有0.3公頃土地（全國平均值1.01，全州平均值0.89） 。適齡兒童中，小學和中學入學率分別為68%和18%。區內72%和0%人口受瘧疾和舌蠅威脅。